# Методика безпосередніх складників
Методика безпосередніх складників — прийом подання словотвірної структури слова і синтаксичної структури словосполучення та речення у вигляді ієрархії складових елементів. Основні принципи методики безпосередніх складників були сформульовані Леонардом Блумфілдом, а далі розроблені представниками дескриптивної лінгвістики Кеннетом Пайком та іншими мовознавцями.

## Загальний опис
В основу аналізу за БС покладено поступове членування висловлення на бінарні складники, яке продовжується доти, доки не залишаться неподільні елементи
(кінцеві складники). Речення (коли йдеться про аналіз за БС на синтаксичному рівні) поступово згортається до «ядерної» одиниці, тобто одиниці, яка лежить в основі його будови. У членуванні речення, як і словосполучення, дотримуються принципу: один із БС повинен бути ядром членованої конструкції, а інший — периферійним елементом. Так, скажімо, у словосполученні моя книжка слово книжка — ядро, а моя — периферійний (маргінальний) елемент, у словосполученні написати листа дієслово написати — ядро, а листа — маргінал.

## Процес аналізу

Членування речення починається з виділення найтісніше пов’язаних між собою складників, тобто з блоків, які лежать в основі структурної будови речення. Наприклад, у реченні Пахне сонцем наше грішне небо найтіснішими блоками тут є пахне сонцем (перший поділ) і грішне небо (другий поділ). Далі виділяємо наше грішне небо, тому що на цьому етапі членування (третій етап) цей блок є найтіснішим, адже словосполучення грішне небо в цілому підпорядковане займеннику — наше. Нарешті (четвертий етап) групу підмета об’єднуємо з групою присудка. Результати аналізу за БС прийнято зображати схематично під аналізованою структурою. Графічно аналіз наведеного вище речення матиме такий вигляд: